# بيتبريدج
بيتبريدج هي مدينة، في زيمبابوي، تقع في إقليم ماتابيليلاند الجنوبية، بلغ عدد سكانها 41,767 نسمة وذلك حسب إحصائيات سنة 2012.

## المناخ
يظهر الجدول التالي التغييرات المناخية على مدار السنة لبيتبريدج:
| البيانات المناخية لـبيتبريدج                                      | البيانات المناخية لـبيتبريدج | البيانات المناخية لـبيتبريدج | البيانات المناخية لـبيتبريدج | البيانات المناخية لـبيتبريدج | البيانات المناخية لـبيتبريدج | البيانات المناخية لـبيتبريدج | البيانات المناخية لـبيتبريدج | البيانات المناخية لـبيتبريدج | البيانات المناخية لـبيتبريدج | البيانات المناخية لـبيتبريدج | البيانات المناخية لـبيتبريدج | البيانات المناخية لـبيتبريدج | البيانات المناخية لـبيتبريدج |
| الشهر                                                             | يناير                        | فبراير                       | مارس                         | أبريل                        | مايو                         | يونيو                        | يوليو                        | أغسطس                        | سبتمبر                       | أكتوبر                       | نوفمبر                       | ديسمبر                       | المعدل السنوي                |
| ----------------------------------------------------------------- | ---------------------------- | ---------------------------- | ---------------------------- | ---------------------------- | ---------------------------- | ---------------------------- | ---------------------------- | ---------------------------- | ---------------------------- | ---------------------------- | ---------------------------- | ---------------------------- | ---------------------------- |
| الدرجة القصوى °م (°ف)                                             | 43.3 (109.9)                 | 42.3 (108.1)                 | 42.2 (108.0)                 | 38.9 (102.0)                 | 36.7 (98.1)                  | 34.4 (93.9)                  | 33.9 (93.0)                  | 38.9 (102.0)                 | 40.0 (104.0)                 | 43.3 (109.9)                 | 44.4 (111.9)                 | 42.8 (109.0)                 | 44.4 (111.9)                 |
| متوسط درجة الحرارة الكبرى °م (°ف)                                 | 33.5 (92.3)                  | 32.8 (91.0)                  | 32.0 (89.6)                  | 30.4 (86.7)                  | 28.2 (82.8)                  | 25.4 (77.7)                  | 25.4 (77.7)                  | 27.6 (81.7)                  | 30.2 (86.4)                  | 31.8 (89.2)                  | 31.8 (89.2)                  | 33.1 (91.6)                  | 30.2 (86.4)                  |
| متوسط درجة الحرارة الصغرى °م (°ف)                                 | 21.9 (71.4)                  | 21.5 (70.7)                  | 20.1 (68.2)                  | 17.0 (62.6)                  | 11.9 (53.4)                  | 8.2 (46.8)                   | 7.9 (46.2)                   | 10.7 (51.3)                  | 15.2 (59.4)                  | 18.6 (65.5)                  | 20.3 (68.5)                  | 21.2 (70.2)                  | 16.2 (61.2)                  |
| أدنى درجة حرارة °م (°ف)                                           | 12.8 (55.0)                  | 14.4 (57.9)                  | 11.7 (53.1)                  | 3.9 (39.0)                   | 2.8 (37.0)                   | −1.1 (30.0)                  | −0.6 (30.9)                  | 0.0 (32.0)                   | 4.4 (39.9)                   | 8.9 (48.0)                   | 11.1 (52.0)                  | 13.3 (55.9)                  | −1.1 (30.0)                  |
| معدل هطول الأمطار مم (إنش)                                        | 56.8 (2.24)                  | 54.8 (2.16)                  | 34.1 (1.34)                  | 25.6 (1.01)                  | 10.0 (0.39)                  | 3.1 (0.12)                   | 0.4 (0.02)                   | 1.5 (0.06)                   | 14.9 (0.59)                  | 28.4 (1.12)                  | 48.7 (1.92)                  | 53.7 (2.11)                  | 332.0 (13.07)                |
| متوسط الأيام الممطرة                                              | 5                            | 4                            | 3                            | 2                            | 1                            | 1                            | 0                            | 0                            | 1                            | 2                            | 5                            | 5                            | 29                           |
| متوسط الرطوبة النسبية (%)                                         | 62                           | 64                           | 60                           | 58                           | 52                           | 56                           | 51                           | 46                           | 46                           | 48                           | 53                           | 57                           | 54                           |
| ساعات سطوع الشمس الشهرية                                          | 244.9                        | 217.5                        | 241.8                        | 240.0                        | 275.9                        | 252.0                        | 263.5                        | 272.8                        | 252.0                        | 248.0                        | 225.0                        | 226.3                        | 2٬959٫7                      |
| ساعات سطوع الشمس اليومية                                          | 7.9                          | 7.7                          | 7.8                          | 8.0                          | 8.9                          | 8.4                          | 8.5                          | 8.8                          | 8.4                          | 8.0                          | 7.5                          | 7.3                          | 8.1                          |
| المصدر #1: المنظمة العالمية للأرصاد الجوية                        |                              |                              |                              |                              |                              |                              |                              |                              |                              |                              |                              |                              |                              |
| المصدر #2: الأرصاد الجوية الألمانية (extremes, humidity, and sun) |                              |                              |                              |                              |                              |                              |                              |                              |                              |                              |                              |                              |                              |